# Sanctuaire Sainte-Anne de La Nouvelle-Orléans
Pour les articles homonymes, voir sanctuaire Sainte-Anne.
Ne doit pas être confondu avec sanctuaire Sainte-Anne de Metairie.
Le sanctuaire Sainte-Anne est un lieu de dévotion catholique à sainte Anne situé à La Nouvelle-Orléans dans l’État de Louisiane aux États-Unis. C’est un bâtiment de deux niveaux, répliquant extérieurement la grotte de Massabielle de Lourdes en France avec un escalier (rappel de la Scala Sancta) qui se gravit à genoux. Il ne s’agit pas d’un « sanctuaire » (sous-entendu « diocésain ») au sens du Code de droit canonique de 1983.
Inauguré en 1935, il est lié à ses débuts à une paroisse Sainte-Anne de l’archidiocèse de La Nouvelle-Orléans, qui disparaît dans les années 1970 par white flight des familles historiques. Il est géré depuis 1995 par des passionnés avec un droit d’ouverture restreint accordé par les autorités religieuses, et administré depuis 2002 par la paroisse Saint-Pierre-Claver. Abimé par l’ouragan Katrina en 2005, il est restauré en 2021.